# فرودگاه ریپالس بی
فرودگاه ریپالس بی (به انگلیسی: Repulse Bay Airport) یک فرودگاه همگانی باربری با کد یاتا YUT است که یک باند فرود شن دارد و طول باند آن ۱۰۳۶ متر است. این فرودگاه در شهر ناوجات، نوناووت کشور کانادا قرار دارد و در ارتفاع ۲۳ متری از سطح دریا واقع شده‌است.